# Bakonysárkány
Bakonysárkány är ett mindre samhälle i provinsen Komárom-Esztergom i Ungern. År 2019 hade Bakonysárkány totalt 982 invånare.